# Amanda (Filmpreis)/Beste Kamera
Amanda: Beste Kamera
Gewinner und Nominierte in der Kategorie Beste Kamera (Årets foto) seit der ersten Verleihung des nationalen norwegischen Filmpreises. Ausgezeichnet werden die besten einheimischen Kameramänner und -frauen des vergangenen Kinojahres. 
Die unten aufgeführten Filme werden mit ihrem Originaltitel und Verleihtitel (sofern ermittelbar) angegeben, davor steht der Name der Ausgezeichneten.

## Preisträger/-innen und Nominierte von 2008 bis 2019
2008
Philip Øgaard – Die Rebellion von Kautokeino (Kautokeino-opprøret)
John Christian Rosenlund – O’ Horten
John Andreas Andersen – Der Wolf – Gefallene Engel (Varg Veum – Falne engler)

2009
Geir Hartly Andreassen – Max Manus
John Christian Rosenlund – Troubled Water (DeUSYNLIGE)
Philip Øgaard – Nord

2010
John Andreas Andersen – Stadtneurosen (Upperdog)
Trond Tønder – Rottenetter
Marek Wieser – Vegas

2011
Manuel Alberto Claro – Limbo
John Christian Rosenlund – King of Devil’s Island (Kongen av Bastøy)
John Andreas Andersen – Home for Christmas (Hjem til jul)

2012
Marianne Bakke – Mach’ mich an, verdammt nochmal! (Få meg på, for faen)
Jakob Ihre – Oslo, 31. August (Oslo, 31. august)
John Andreas Andersen – Babycall

2013
Arild Østin Ommundsen – Abenteuerland (Eventyrland)
Marius Matzow Gulbrandsen – Der Junge Siyar (Før snøen faller)
Geir Hartly Andreassen – Kon-Tiki

2014
John Christian Rosenlund – Tausendmal gute Nacht (Tusen ganger god natt)
Daniel Voldheim – Drachenkrieger – Das Geheimnis der Wikinger (Gåten Ragnarok)
Filip Christensen, Even Sigstad, Jan Petter Aarskog, Lasse Nyhaugen – Supervention

2015
Simon Pramsten – Kill Billy (Her er Harold)
John Christian Rosenlund – 1001 Gramm (1001 Gram)
Philippe Kress – Beatles

2016
Jakob Ihre – Louder Than Bombs
John Christian Rosenlund – The Wave – Die Todeswelle (Bølgen)
Sjur Aarthun – Villmark Asylum – Schreie aus dem Jenseits (Villmark 2)

2017
Øystein Mamen – The Rules for Everything
John Christian Rosenlund – The King’s Choice – Angriff auf Norwegen (Kongens nei)
Nils Eilif Bremdal-Vinell – Fluefangeren

2018
Jakob Ihre – Thelma
Marius Matzow Gulbrandsen – Valley of Shadows (Skyggenes dal)
Martin Otterbeck – Utøya 22. Juli (Utøya 22. juli)

2019
Rasmus Videbæk – Pferde stehlen (Ut og stjæle hester)
Karl Erik Brøndbo – Harajuku
John Andreas Andersen – Congo Murder (Mordene i Kongo)

## Preisträger/-innen und Nominierte ab 2020
2020
Øystein Mamen – Barn
Marius Matzow Gulbrandsen – Disco
Manuel Alberto Claro – Hope (Håp)
2021
Egil Håskjold Larsen, Viktor Kossakovsky – Gunda
Marianne Bakke – Ninjababy
Patrik Säfström, Egil Håskjold Larsen – Gritt
2022
Sturla Brandth Grøvlen – The Innocents (De uskyldige)
Karl Erik Brøndbo – Alle hassen Johan (Alle hater Johan)
John Christian Rosenlund – The Middle Man – Ein Unglück kommt selten allein
2023
Sturla Brandth Grøvlen – War Sailor (Krigsseileren)
Oskar Dahlsbakken – Possession (Forbannelsen)
John-Erling Holmenes Fredriksen – Narvik (Kampen om Narvik)
2024
Pål Ulvik Rokseth – Håndtering av udøde
Cecilie Semec – Oslo-Stories: Sehnsucht (Sex)
Lukasz Zamaro – A Happy Day
2025
Pål Ulvik Rokseth – Armand
Karl Erik Brøndbo – Safe House (Før mørket)
Øystein Mamen – Loveable (Elskling)